# Гвардейская стрелковая дивизия (Российская империя)
Гвардейская стрелковая дивизия — гвардейское стрелковое соединение Русской императорской армии, сформирована 31 августа 1870 года как Гвардейская стрелковая бригада.
Бригадный праздник: 5 (18) июля, обретение мощей Преподобного Сергия Радонежского. Дислокация: Царское Село → Варшава.

## История
В 1870 году руководством Военного ведомства России было принято решение из действующих стрелковых батальонов пехотных дивизий  сформировать 8 стрелковых бригад:
- Гвардейская стрелковая бригада;
- 1-я стрелковая бригада;
- 2-я стрелковая бригада;
- 3-я стрелковая бригада;
- 4-я стрелковая бригада;
- 5-я стрелковая бригада;
- Кавказская стрелковая бригада;
- Туркестанская стрелковая бригада.

В дальнейшем в Русской императорской армии были сформированы и другие стрелковые бригады и дивизии. В 1909 году в войсках имелись: 9 восточно-сибирских стрелковых дивизий (36 полков), 18 стрелковых бригад (одна гвардейская, пять армейских, две финляндские, две кавказские и 8 туркестанских), 7 артиллерийских стрелковых дивизионов.
В начале Первой мировой войны гвардейская стрелковая бригада дислоцировалась в Варшаве, Привисленский край, в резерве Ставки. 22 августа 1914 года была перечислена в состав 9-й армии Юго-Западного фронта. В бою 26 августа 1914 года трофеями бригады стали 20 орудий и два пулемёта противника.
17 февраля 1915 года бригада была развёрнута в Гвардейскую стрелковую дивизию.
Гвардейская стрелковая дивизия — активная участница сражения под Красноставом в июле 1915 года, а также Люблин-Холмского сражения в том же месяце. Активно действовала в Виленской операции в августе - сентябре 1915 г. Доблестно билась на Стоходе в июле 1916 г.
Соединение расформировано в 1918 году.

## Состав

### До 1910 года
- управление;
- 1-й лейб-гвардии стрелковый Его Величества батальон;
- 2-й лейб-гвардии стрелковый батальон;
- 3-й лейб-гвардии стрелковый Финский батальон (расформирован в 1905 году);
- 4-й лейб-гвардии стрелковый Императорской Фамилии батальон;
- Лейб-гвардии стрелковый полк (Лейб-гвардии резервный пехотный полк[11]).

### С 1910 года
- управление;
- 1-й стрелковый Его Величества лейб-гвардии полк
- 2-й  стрелковый Царскосельский лейб-гвардии полк
- 3-й стрелковый Его Величества лейб-гвардии полк
- 4-й стрелковый Императорской фамилии полк
- Гвардейский стрелковый артиллерийский дивизион в составе трёх легких батарей (с 02.03.1916 года Лейб-гвардии стрелковая артиллерийская бригада)

## Командный состав
(Командующий в дореволюционной терминологии означал временно исполняющего обязанности начальника или командира).

### Начальники
- 12.09.1870 — 17.04.1872 — генерал-майор Свиты Е. И. В. (с 28.03.1871 генерал-лейтенант) Чертков, Григорий Иванович
- 17.04.1872 — 30.08.1874 — генерал-адъютант, генерал-майор великий князь Владимир Александрович
- 30.08.1874 — 22.02.1877 — генерал-адъютант, генерал-лейтенант Чертков, Григорий Иванович
- 04.03.1877 — 01.01.1888 — генерал-майор Свиты (с 16.04.1878 генерал-лейтенант) Эллис, Александр Вениаминович
- 20.01.1888 — 11.09.1889 — генерал-майор (с 30.08.1888 генерал-лейтенант) Оболенский, Николай Николаевич
- 11.09.1889 — 07.04.1897 — генерал-майор Свиты (с 30.08.1890 генерал-лейтенант) Гриппенберг, Оскар-Фердинанд Казимирович
- 07.04.1897 — 12.05.1898 — генерал-лейтенант Васмунд, Георгий Робертович
- 21.05.1898 — 15.11.1901 — генерал-майор (с 06.12.1898 генерал-лейтенант) Евреинов, Александр Александрович
- 15.11.1901 — 27.06.1903 — генерал-лейтенант Скарятин, Николай Дмитриевич[12]
- 08.11.1903 — 07.06.1908 — генерал-майор (с 06.12.1906 генерал-лейтенант) Кашерининов, Владимир Михайлович[13]
- 19.06.1908 — 03.05.1910 — генерал-майор (с 15.01.1910 генерал-лейтенант) Леш, Леонид Вильгельмович
- 03.05.1910 — 19.01.1913 — генерал-майор (с 17.10.1910 генерал-лейтенант) Ресин, Александр Алексеевич
- 19.01.1913 — 27.03.1913[14] — генерал-майор Свиты Бакулин, Владимир Дмитриевич[15]
- 13.04.1913 — 16.04.1917 — генерал-майор Свиты (с 06.12.1914 генерал-лейтенант) Дельсаль, Пётр Алексеевич
- 16.04.1917 — 29.04.1917 — командующий генерал-майор граф Игнатьев, Николай Николаевич
- 29.04.1917 — 29.08.1917 — командующий генерал-майор Гришинский, Алексей Самойлович
- 29.08.1917 — 05.09.1917 — командующий генерал-майор Верцинский, Эдуард Александрович
- 05.09.1917[16] — хх.хх.хххх — командующий генерал-майор Левстрем, Эрнест Лаврентьевич
- не ранее 07.09.1917 — хх.хх.хххх — генерал-майор барон фон Штакельберг, Николай Иванович[17]

### Начальники штаба
- 13.08.1910 — 06.09.1914[18] — полковник Верцинский, Эдуард Александрович
- 13.09.1914[19] — 25.10.1915 — и. д. полковник Шуберский, Александр Николаевич
- 01.11.1915 — 07.09.1916[20] — и. д. полковник Суворов, Михаил Николаевич
- 07.09.1916[21] — 19.02.1917 — генерал-майор Верцинский, Эдуард Александрович[22]
- 07.03.1917 — 28.04.1917 — полковник Синклер, Владимир Александрович
- 24.05.1917 — хх.хх.1917 — и. д. полковник Шишкин, Владимир Иванович
- 28.09.1917 — после 01.11.1917[23] — и. д. подполковник Карпов, Николай Васильевич[24]

### Командирылейб-гвардии Стрелковой артиллерийской бригады
- 13.10.1898 — 20.07.1901 — полковник Нищенков, Аркадий Никанорович
- 03.10.1901 — 03.03.1904 — полковник Мусселиус, Андрей Робертович
- 06.03.1904 — 30.11.1904 — полковник Лехович, Владимир Андреевич
- 30.11.1904 — 02.09.1907 — полковник Зедергольм, Владимир Альбертович
- 05.09.1907 — 23.11.1909 — полковник Горбачевич, Александр Евстафьевич
- 23.11.1909 — 22.06.1912 — полковник Бурман, Андрей Владимирович
- 21.08.1912 — 17.03.1917 — полковник (с 1915 генерал-майор) Селиверстов, Василий Петрович
- 17.03.1917 — 28.04.1917 — полковник (с 26.02.1917 генерал-майор) Драке, Владимир Людвигович
- 28.07.1917 — хх.хх.хххх — командующий полковник Куликовский, Борис Дмитриевич